# Corzuela (Chaco)
La ciudad de Corzuela es el único municipio y la cabecera del departamento General Belgrano, ubicada en el centro-oeste de la Provincia del Chaco, República Argentina.
Fue fundada el 30 de abril de 1917 (108 años), y por decreto presidencial se creó como localidad el 11 de julio de 1921 (104 años), que se considera la fecha oficial del aniversario.
Por ser la «Capital Provincial de la Tradición», se realiza en noviembre la Fiesta de la Tradición en conmemoración al Día de la Tradición, recordando el nacimiento de José Hernández. Cercano a esta fecha, se lleva a cabo el «Festival de Doma y Folclore» con tradiciones gauchescas como la doma de caballos criollos, recitales de música folclórica y exhibiciones de bailes, además de las comidas típicas.

## Toponimia

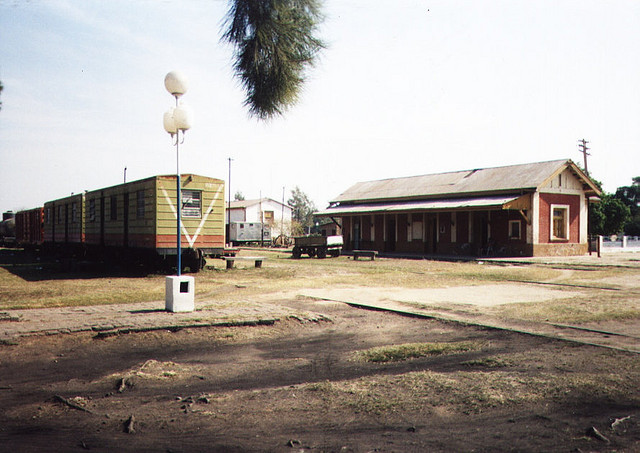
Estación Corzuela, Ferrocarril Gral. Belgrano.

Se denomina "corzuela" o guazuncho al mamífero Mazama americana que habita en la región geográfica chaqueña y mesopotámica (zona climática del litoral) de Argentina.
Por la presencia constante de dichos mamíferos, se impone el nombre de Corzuela a la estación ferroviaria, ubicada en lo que en ese momento era el Territorio Nacional del Chaco.

## Historia
El pueblo corzuelense nace a la vera de la Estación del Ferrocarril General Belgrano (FCGB) denominada Estación Corzuela. De dicha estación ferroviaria, toma el nombre esta localidad chaqueña.
La ciudad fue fundada el 30 de abril de 1917, y por decreto del Sr. Presidente de la Nación, Don Hipólito Yrigoyen, es creada como localidad el 11 de julio de 1921, que se considera la fecha oficial del aniversario. Don Baltasar Benito y doña Esther son considerados los primeros pobladores. 
Cuando las vías y la estación eran las únicas construcciones humanas y la principal vía de comunicación y medio de transporte era el ferrocarril, en el año 1923 llegaron más pobladores, entre ellos, don Juan Manuel Zarza y doña Matilde Rodríguez, don Tomás Hernández Prieto y doña Isolina Zabal, doña Lorenza y don Aquilino de San Telesforo, y don Francisco Davobe,Manuel Zabal y doña Cristina Dopazo y Piñeiros todos ellos procedentes de España. Se dedicaron al cultivo de maíz y de algodón, inclusive antes de la mensura de las tierras. Corzuela también recibió oleadas de inmigrantes de origen italiano, polaco, búlgaro, checo y serbio, entre otros. 
Recién el 13 de enero de 1930 el Ministerio de Agricultura de la Nación aprueba las operaciones de mensura.

## Geografía
Corzuela está situada geográficamente en el centro-oeste de la provincia del Chaco, ubicada a aproximadamente 230 km de la capital chaqueña (Resistencia), y alrededor de 70 km de la ciudad de Presidencia Roque Sáenz Peña.
Sus dos calles principales, son la Av. 25 de Mayo (de acceso a la ciudad) y la Av. San Martín.

### Clima
Clima semitropical continental. Las precipitaciones se concentran mucho en verano y disminuyen en el invierno. La temperatura media anual es aproximadamente de 21 °C, con una media de 27 °C en verano y una media de 15 °C en invierno.
En verano son muy frecuentes los días calurosos que pasan los 40 °C, debido a las olas de calor que ingresan al territorio. En invierno suelen haber días que la temperatura baje de 0 °C, ya que dejan como consecuencia heladas provocadas por las masas de aire polar que ingresan al territorio.

## Terremoto
El 15 de octubre de 1968 las localidades de Corzuela y Campo Largo fueron afectadas por un terremoto que produjo grietas en paredes de ladrillo y caída de revoques. Se sintió también en Avia Terai, Roque Sáenz Peña y Las Breñas; y con menor intensidad en Quitilipi, Machagai y La Tigra. La intensidad del sismo fue de grado VI en la escala de Mercalli. El epicentro se registró en latitud Sur -26,870 y longitud Oeste -60,880.

## Capital Provincial de la Tradición
Se realiza cada año, desde 1970, en el mes de noviembre (en la primera quincena aproximadamente) el “Festival Provincial de Doma y Folclore”. En esta fiesta se clasifican los domadores o jinetes que representan al Chaco en el Festival Nacional de Doma y Folclore en Jesús María (Córdoba), y además abundan las comidas típicas y la música folclórica. Dicha fiesta es organizada por la Comisión Permanente, cuyos fundadores fueron, además de presidente y vicepresidente de la primera comisión, Ángel Oscar “Pocholo” Geijo, y Juan Manuel Coronel, respectivamente.
Se denomina a Corzuela la “Capital Provincial de la Tradición”, tal como lo determina el Decreto Provincial N.º 1652 del año 1973. 

## Economía
El desarrollo económico de esta ciudad está relacionado con la producción agrícola, tanto de algodón como de soja y girasol, además de sorgo y maíz. Se fomenta la producción ganadera de bovinos, porcinos, y también de avicultura (pollos y huevos) y de apicultura. La principal fuente laboral es el comercio y la administración pública. 

### Sector primario
La agricultura, la ganadería y la producción de madera, son la principal actividad de este sector.

### Sector secundario (Industria)
Dentro de la industria puede resaltarse los aserraderos. 
El crecimiento de la producción de oleaginosas -fundamentalmente soja y girasol- en la primera década de los años 2000, fomentaron la creación de silos, a la vera de la RN 89, y en cercanías del FCGB. 
También pueden observarse emprendimientos siderúrgicos.

### Sector terciario (Servicios)
La administración pública y el comercio minorista y mayorista, son las principales fuentes laborales.

## Vías de comunicación
La principal vía de comunicación es la RN 89, que la comunica al nordeste con Fortín Las Chuñas y Campo Largo, y al sudoeste con Las Breñas y la Provincia de Santiago del Estero. Otra que atraviesa la localidad, es la RP 22, que la vincula al noroeste con la RP 24, y al sudoeste con San Bernardo. Además, la RP 20 se comunica al este con la RN 95.
Cuenta con la Estación Corzuela, por sus vías del ferrocarril General Belgrano se trasladan cargas de granos a cargo de la empresa estatal Trenes Argentinos Cargas. También ocupa sus vías el tren de pasajeros de la empresa estatal Trenes Argentinos Operaciones que presta un servicio diario entre Presidencia Roque Sáenz Peña y Chorotis.

## Población
Su población era de 10 335 habitantes (INDEC, 2010), lo que representa un crecimiento del 28% frente a los 8 105 habitantes (Indec, 2001) del censo anterior. 

## Parroquia de la Iglesia católica en Corzuela
| Diócesis         | San Roque de Presidencia Roque Sáenz Peña                   |
| ---------------- | ----------------------------------------------------------- |
| Parroquia        | María Auxiliadora                                           |
| Capillas urbanas | Ntra. Sra. de ItatíNtra. Sra. del ValleJesús Misericordioso |
| Capillas rurales | San JoséSta. Rosa de LimaSan Isidro Labrador                |

## Personalidades
- César Augusto Carinelli, piloto de automovilismo.[7]
- Santiago Lencina, futbolista profesional de River Plate.